# Joseph Boyer
Pour les articles homonymes, voir Boyer.
Joseph Boyer, né le 4 mai 1761 à Nîmes (Gard), mort le 12 décembre 1830 à Nîmes (Gard), est un général français de la révolution et de l’Empire.

## États de service
Il entre en service le 13 juillet 1778 comme soldat au régiment de Hainaut-Infanterie, il est nommé caporal le 20 septembre 1780 et il fait les campagnes d’Amérique de 1780 à 1783. De retour en France, il est instructeur dans son régiment et le 1er avril 1790, il est nommé sergent. Le 16 décembre 1791, il obtient son congé.
Le 26 août 1792, il rejoint comme capitaine le 3e bataillon de grenadier du Gard, avec lequel il fait la campagne de l’armée des Alpes de 1792 et il est nommé chef du 1er bataillon le 6 mai 1793. Il passe le 24 juillet 1793 au commandement du 3e bataillon de la Légion des chasseurs de montagne à l’armée des Pyrénées orientales, il y fera toutes les campagnes de 1793 à l’an III. Passé à l’armée d'Italie, il prend le 14 brumaire an IV le commandement de la 20e demi-brigade d’infanterie légère et il fait les campagnes de l’an VII et an VIII. Le 2e jour complémentaire de l’an VII, à la tête d’une colonne de 1 500 hommes, en avant de Fossano, il soutient le choc d’une division ennemi forte de 14 à 15 000 hommes, se retirant sur Goñi, il sauve 3 pièces de canon et un obusier. Il se signale à l’affaire de Beymette (Piémont) le 28 vendémiaire an VIII, où il est blessé à la tête.
Il est nommé membre de la Légion d’honneur le 19 frimaire an XII et officier de cet ordre le 25 prairial de la même année et électeur du département du Gard. 
Il est envoyé au camp de Boulogne avec le 7e léger en l’an XII, et l’année suivante il est affecté à l’armée de Brest avant de rejoindre la Grande Armée où il fait les campagnes de l’an XIV à 1806. Au début de 1807 les séquelles de sa blessure à la tête notamment une surdité et une baisse de la vue l’oblige à solliciter sa mise à la retraite. Il obtient sa mise à la retraite le 8 mars 1807 et sa nomination au grade de général de brigade. Il est créé baron de l’Empire à la création de l’institution des majorats.
Rappelé à l’activité le 25 novembre 1811, au commandement de la place de Tortosa en Espagne qu’il évacue le 1er juin 1814. Mis en non activité par Louis XVIII, il reçoit au retour de Napoléon le 9 juin 1815 le commandement de la place de Belfort et y reste jusqu’au 1er octobre suivant. Il est admis à la retraite le 19 décembre 1815. 
Il meurt le 12 décembre 1830 à Nimes.

## Sources
- « Cote LH/347/45 », base Léonore, ministère français de la Culture
- Thierry Pouliquen, « Les généraux français et étrangers ayant servis [sic] dans la Grande Armée » (consulté le 11 juin 2013)
- A. Lievyns, Jean Maurice Verdot et Pierre Bégat, Fastes de la Légion d'honneur, biographie de tous les décorés accompagnée de l'histoire législative et réglementaire de l'ordre, Bureau de l'administration, janvier 1844, 612 p. (lire en ligne), p. 105.